# بئر الحفي

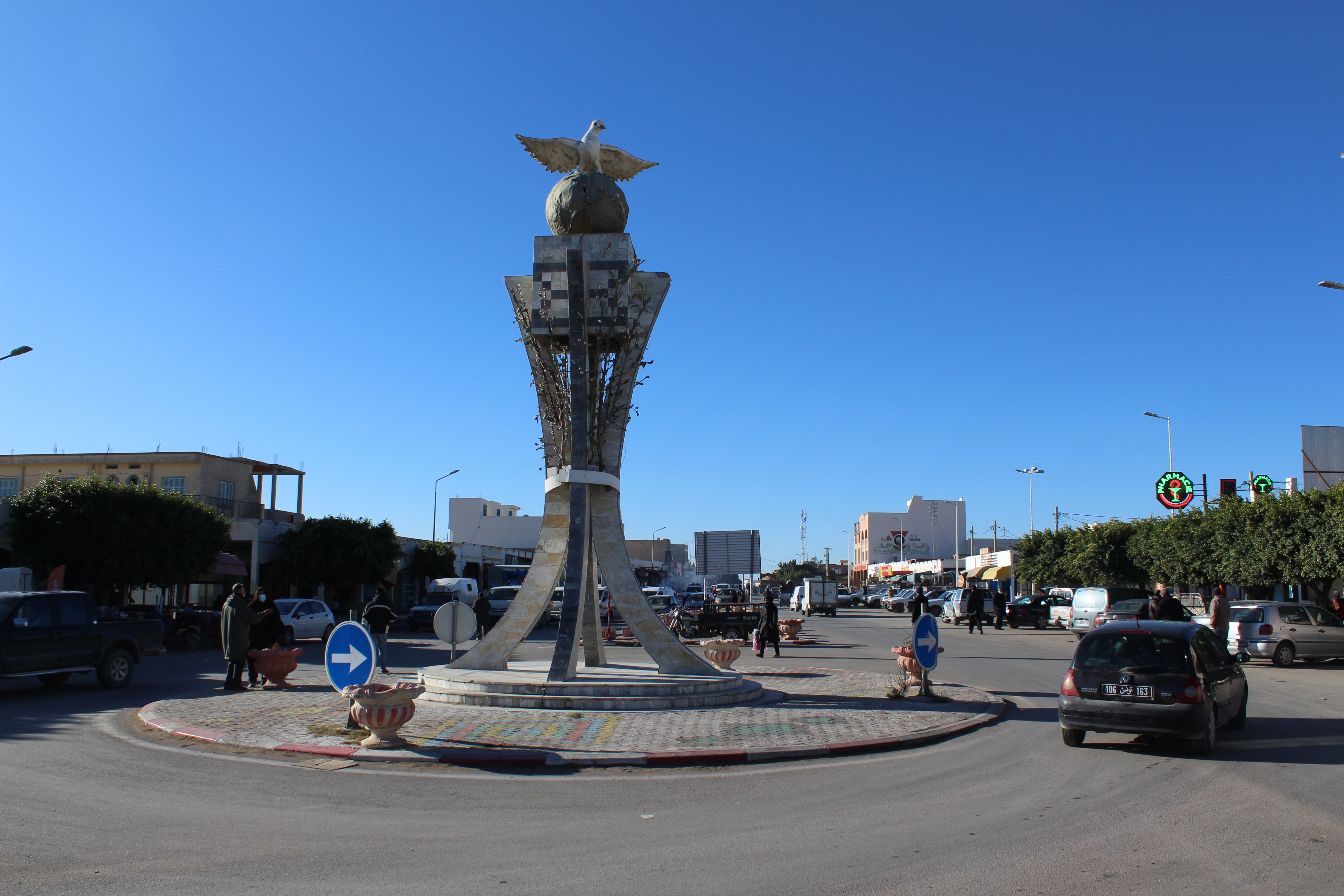
Rond point Bir El Hafey 03

بئر الحفي مدينة تقع في محافظة سيدي بوزيد وسط البلاد التونسية و يتوسط المدينة مفترق طرق الذي يربط الطريق الوطنية عدد 3 بالطريق الجهوية C 125